# Íleon
O íleo, ou íleon /ˈɪliːəm/, é a parte final do intestino delgado, na maioria dos vertebrados superiores, incluindo mamíferos, répteis e aves. Nos peixes, as divisões do intestino delgado não são tão claras e os termos do intestino posterior ou intestino distal pode ser usado em vez de íleo.
O íleo segue o duodeno e jejuno e é separado do ceco da válvula ileocecal (ICV). Nos seres humanos, o íleo possui cerca de 2-4 metros de comprimento, e o pH está normalmente entre 7 e 8 (neutro ou ligeiramente alcalino).
O íleo forma os três quintos distais do intestino delgado. Situa-se na sua maior parte no quadrante inferior direito. Comparado ao jejuno, o íleo possui paredes mais delgadas, vasos retos mais curtos, mais tecido adiposo mesentérico e mais vasos arteriais. O jejuno e o íleo, ao contrário do duodeno, são móveis.
O íleo abre-se no intestino grosso, onde o ceco e colo ascendente encontram-se. Duas projeções para o interior da luz do intestino grosso (o lábio ileocecal) cerca a abertura, as projeções do lábio ileocecal unem-se em suas porções terminais formando sulcos. A musculatura do íleo continua-se para cada projeção, formando um esfíncter.

## Funções do íleo
Possíveis funções para o lábio ileocecal incluem a prevenção de refluxo do ceco para o íleo e a regulação da passagem do conteúdo do íleo para o ceco.
A função primária do íleo é absorver os nutrientes do quimo, ou comida digerida. Isto é feito com a ajuda de vilosidades, que são dedos-projeção.
Existem vasos linfáticos, chamados quilíferos, presentes nas vilosidades, cuja função é absorver a gordura no sistema linfático. Esta gordura digerida é então drenada para a corrente sanguínea, que é transportada junto com outros nutrientes, para o fígado através da veia porta hepática. A desintoxicação ocorre, e os nutrientes são assimilados pelo organismo.
A quebra de hidratos de carbono em açúcares simples, e lipídios em glicerol que podem ser facilmente absorvidos pelo corpo, é também uma das funções do íleo. Isto é possível devido às enzimas produzidas pelas células de revestimento do íleo.
O íleo terminal é a última porção da anatomia do intestino delgado. Esta parte do intestino delgado absorve sais biliares, que são produzidos pelo fígado.

## Vascularização
A artéria mesentérica superior (AMS) irriga o jejuno e o íleo através das artérias jejunais e ileais. A AMS geralmente origina-se da parte abdominal da aorta no nível da Vértebra lombar L1, cerca de 1cm inferior ao tronco celíaco, e segue entre as camadas do mesentério, enviando de 15-18 ramos para o jejuno e o íleo. A AMS e seus ramos são circundados por um plexo nervoso periarterial através do qual os nervos são conduzidos até as partes do intestino irrigadas por essa artéria. As artérias se unem para formar alças ou arcos, chamados arcos arteriais, que dão origem as artérias retas, denominados vasos retos.
A veia mesentérica superior drena o jejuno e o íleo.
Eles apresentam algumas diferenças em relação a vascularização. O íleo apresenta menor vascularização, os vasos retos são mais curtos e em relação aos arcos apresenta muitas alças curtas, o jejuno apresenta maior vascularização, vasos retos longos e algumas alças longas.

## Doenças relacionadas
Algumas doenças podem afetar o funcionamento do íleo, um exemplo é a inflamação do intestino delgado que pode prejudicar o íleo, causando um obstáculo no processo de digestão e pode causar dor e desconforto para o indivíduo. Em casos graves, o íleo também pode ser afetado devido ao câncer de intestino. Isto pode ocorrer devido à presença de toxinas nos alimentos ou se alimentos não digeridos não são eliminados do corpo durante muito tempo.
Íleo paralítico é um problema em que os movimentos contráteis normais da parede intestinal se detêm temporariamente.
Tal como em uma obstrução mecânica, o íleo impede o trânsito do conteúdo intestinal. No entanto, ao contrário da obstrução mecânica, o íleo raramente evolui para uma perfuração.

## Comparação entre Jejuno e Íleo
Existem algumas características que nos permitem distinguir o íleo do jejuno, algumas delas são: o íleo apresenta uma coloração rosa-claro e o jejuno é vermelho-vivo; o íleo tem o calibre de 2-3 cm e o jejuno de 2-4 cm; o íleo apresenta a parede fina e leve, já a parede do jejuno é espessa e pesada; o íleo apresenta mais gordura no mesentério do que o jejuno; as pregas circulares no íleo são baixas e esparsas e ausentes na parte distal, no jejuno as pregas circulares são grandes, altas e bem próximas; o íleo possui muitos nódulos linfoides (placas de Peyer), o jejuno possui poucos.